# Rebelul magnific Beethoven
Rebelul magnific Beethoven (titlul original: în engleză The Magnificent Rebel) este un film de televiziune dramatic american, realizat în 1962 de regizorul Georg Tressler, protagoniști fiind actorii Karlheinz Böhm, Giulia Rubini, Ivan Desny și Peter Arens.

## Rezumat
Născut la Bonn, Ludwig van Beethoven călătorește la Viena în 1792, unde începe să studieze compoziția cu Joseph Haydn. Făcândui-se o ofertă din partea puternicului și bogatului prinț Lichnowsky de a lucra sub patronajul său, Beethoven o refuză. Urmează ascensiunea artistică a sa, dar dragostea lui pentru o studentă la pian, frumoasa contesă Giulietta Guicciardi, nu este împlinită. Dar soarta este neîndurătoare cu el, iar Beethoven este afectat de surditate care evoluează, amenințând treptat să-l dezechilibreze pe artist.

## Distribuție
- Karlheinz Böhm – Ludwig van Beethoven
- Giulia Rubini – contesa Giulietta Guicciardi
- Ivan Desny – Prințul Lichnowsky
- Peter Arens – Carl Amenda
- Oliver Grimm – băiatul orb
- Ernst Nadherny – Joseph Haydn
- Erik Frey – contele Giucciardi
- Bruno Dallansky – Ignaz Schuppanzigh
- Peter Capell – medicul
- Erich Winn – colonelul francez
- Guido Wieland – hangiul
- Gabriele Barth – fiica sa
- Michael Tallering –
- Peter Fritsch –
- Herbert Fux –
- Margarete Dux –
- Karl-Heinz König –
- Allen Schluger –
- Luis Leon –
- Wolfgang Harnisch –

## Coloana sonoră
Coloana sonoră a filmului conține fragmente din lucrările lui Ludwig van Beethoven.

## Producție
Filmul a fost turnat în Viena din aprilie pănă în luna iunia 1960.
Premiera a avut loc pe 2 noiembrie 1961 la Frankfurt pe Main, iar la Viena pe 1 decembrie a aceluiași an. În Statele Unite, The Magnificent Rebel a fost difuzat în cadrul emisiunii Walt Disney's Wonderful World of Color pe NBC în două părți pe 18 noiembrie și 25 noiembrie 1962.